# Мотив (телесеріал)
«Мотив» (англ. Motive) — канадський драматичний телесеріал кримінально-процесуальної тематики, який транслювався протягом чотирьох сезонів на каналі CTV, з 3 лютого 2013 по 30 серпня 2016 року. Прем'єру серіалу подивилися 1,23 млн глядачів, що зробило його першим серед прем'єр канадських серіалів сезону 2012—2013 років.

## Опис
«Мотив» — кримінальний серіал, поліційна драма, дія якої відбувається у Ванкувері, Британська Колумбія, та де описуються розслідування матері-одиначки з робітничого класу, детектива Енджі Флінн (Крістін Леман). Кожен епізод на початку розкриває вбивцю та жертву, а потім детально розповідає про розслідування, намагання вбивці приховати злочин і, за допомогою спогадів-флешбеків, про події, що призвели до злочину. Цей формат «перевернутого детективу» схожий на формат телесеріалу «Коломбо».

## Актори та персонажі

### Головні
- Крістін Леман — детектив Енджі (Анджеліка) Флінн
- Луї Феррейра — детектив Оскар Вега
- Брендан Пенні — детектив-новачок Браян Лукас
- Лорен Голлі — судово-медичний експерт Бетті Роджерс
- Валері Тіан — офіцер Венді Сунг
- Роджер Кросс — сержант Бойд Блум
- Воррен Крісті — сержант Марк Кросс